# Football Writers' Association
La Football Writers' Association (FWA) est une association de journalistes sportifs et correspondants du football anglais, fondée en 1947.
Chaque année la FWA décerne plusieurs prix, dont celui « Footballeur de l'année de la FWA » (FWA Footballer of the Year), récompensant le meilleur joueur de l'année du championnat anglais, et le « FWA Tribute Award » à une personne ayant apporté une contribution exceptionnelle au jeu. En 2018, reconnaissant la croissance du football féminin, l'association annonce la création d'un nouveau prix de la footballeuse de l'année.

## Historique
La création de la Football Writers' Association (FWA) est actée le 22 septembre 1947 par les journalistes Charles Buchan (News Chronicle), Frank Coles (Daily Telegraph), Roy Peskett (Daily Mail) et Archie Quick alors qu'ils sont à bord d'un bateau de retour d'un match de football entre la Belgique et l'Angleterre. Ils décident alors que l’adhésion ne se fait que par invitation, et qu'un prix sera décerné chaque année par l'association au meilleur joueur du championnat d'Angleterre, choisi par un scrutin des membres de l'association. En 2022, l'association revendique environ 800 membres.

## Récompenses

### Joueur de l'année
Le prix du footballeur de l'année est le plus ancien et est considéré le plus prestigieux des prix du football britannique. Il est décerné chaque année depuis 1948. Le premier prix est décerné à Stanley Matthews.
En 2022, le joueur le plus récompensé est le Français Thierry Henry, couronné en 2003, 2004 et 2006 alors qu'il porte le maillot d'Arsenal. Liverpool est le club comptant le plus grand nombre de lauréats (14).

### Tribute Award
À partir de 1983, l'association décerne un Tribute Award à une personne qui a contribué de manière significative au football anglais. Le premier lauréat est Ron Greenwood, ancien sélectionneur de l’équipe d'Angleterre. Le second est Bob Paisley, qui vient de prendre sa retraite de son poste d’entraîneur de Liverpool, après avoir remporté notamment trois Coupes des clubs champions européens en neuf saisons.
| Année | Personne         | Nationalité     |
| ----- | ---------------- | --------------- |
| 1983  | Ron Greenwood    | Angleterre      |
| 1984  | Bob Paisley      | Angleterre      |
| 1985  | Trevor Brooking  | Angleterre      |
| 1986  | Pat Jennings     | Irlande du Nord |
| 1987  | Kenny Dalglish   | Écosse          |
| 1988  | Tom Finney       | Angleterre      |
| 1989  | Bobby Charlton   | Angleterre      |
| 1990  | Bobby Moore      | Angleterre      |
| 1991  | Peter Shilton    | Angleterre      |
| 1992  | Bobby Robson     | Angleterre      |
| 1993  | Brian Clough     | Angleterre      |
| 1994  | Denis Law        | Écosse          |
| 1995  | Stanley Matthews | Angleterre      |
| 1996  | Alex Ferguson    | Écosse          |
| 1997  | Gary Lineker     | Angleterre      |
| 1998  | Geoff Hurst      | Angleterre      |
| 1999  | Jim Smith        | Angleterre      |
| 2000  | George Best      | Irlande du Nord |
| 2001  | Alan Shearer     | Angleterre      |
| 2002  | Graham Taylor    | Angleterre      |
| 2003  | Tony Adams       | Angleterre      |
| 2004  | Jimmy Hill       | Angleterre      |
| 2005  | Arsène Wenger    | France          |
| 2006  | Bryan Robson     | Angleterre      |
| 2007  | Ryan Giggs       | Pays de Galles  |
| 2008  | David Beckham    | Angleterre      |
| 2009  | Harry Redknapp   | Angleterre      |
| 2010  | Frank Lampard    | Angleterre      |
| 2011  | Thierry Henry    | France          |
| 2012  | Gary Neville     | Angleterre      |
| 2012  | Paul Scholes     | Angleterre      |
| 2013  | Steven Gerrard   | Angleterre      |
| 2014  | José Mourinho    | Portugal        |
| 2015  | Didier Drogba    | Côte d'Ivoire   |
| 2016  | Patrick Vieira   | France          |
| 2017  | Wayne Rooney     | Angleterre      |
| 2018  | Pelé             | Brésil          |
| 2019  | Gareth Southgate | Angleterre      |
| 2020  | Vincent Kompany  | Belgique        |
| 2021  | Marcus Rashford  | Angleterre      |

### Joueuse de l'année
En 2018, la FWA crée un nouveau prix de la footballeuse de l'année du championnat.